# Nerds FC
Nerds FC är Australiens version av programformatet FC Nerds, som handlar om hur ett lag av "nördar" tränas i fotboll. Programmet började sändas 2006 och avslutades 2007.